# Rockstar
Rockstar – debiutancki album studyjny polskiego rapera White’a 2115. Wydawnictwo ukazało się 31 sierpnia 2018 roku nakładem wytwórni muzycznej SBM Label (Wtedy SB Mafijja Label)
Album Rockstar uzyskał certyfikat poczwórnej platynowej płyty.
Na płycie pojawili się raperzy: Białas oraz Bedoes.

## Lista utworów
| Nr | Tytuł                                            | Długość |
| -- | ------------------------------------------------ | ------- |
| 1  | Balmain                                          | 2:15    |
| 2  | Kurt Cobain                                      | 5:08    |
| 3  | California                                       | 3:30    |
| 4  | Jaki Ojciec Taki Syn                             | 2:32    |
| 5  | Rockstar                                         | 3:10    |
| 6  | La Vida Loca                                     | 2:46    |
| 7  | Noc                                              | 4:00    |
| 8  | Jim Morrison                                     | 2:19    |
| 9  | Cry Baby                                         | 2:52    |
| 10 | Nowi kumple (gościnnie: Bedoes 2115 i Kuqe 2115) | 3:45    |
| 11 | Sos Mula (gościnnie: Białas)                     | 3:22    |
| 12 | Sen                                              | 3:06    |
| 13 | Legenda                                          | 3:24    |

Długość całkowita: 40:14